# Siegfried I. (Luxemburg)

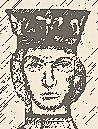
Siegfried I.

Graf Siegfried I. (* um 919; † wohl 28. Oktober 998) gilt als Gründer von Luxemburg.

## Leben
Seine Mutter war Kunigunde,  Tochter  der Ermentrud/Irmintrud (um 875/8–930/40), einer Tochter zweiter Ehe (um 875) des westfränkischen Königs Ludwig II., genannt der Stammler. Sein Vater ist nicht zweifelsfrei belegt; verheiratet war seine Mutter mit dem lothringischen Grafen Wigerich, der zu Siegfrieds Geburt möglicherweise bereits verstorben war, und danach mit dem Grafen Richwin von Verdun.
Siegfried trat erstmals um 950 auf. Zu der Zeit war er Laienabt des Klosters Echternach. Er ist 982 als Graf im Moselgau nachgewiesen, darüber hinaus Vogt der Reichsabtei St. Maximin zu Trier und des Klosters Echternach. Am 17. April 963 erwarb er als „Comes“ (Graf) die Burg Lucilinburhuc in der heutigen Stadt Luxemburg an der Alzette im Tausch gegen Ländereien in Feulen bei Ettelbrück (Sauer) mit dem Kloster St. Maximin. Um 964 beerbte er seinen Halbbruder, den „Ardennengrafen“ Giselbert. 964 erwarb er vom Trierer Erzbischof Heinrich Ländereien bei Saarburg mit dem Inselberg, auf dem sich die Saarburg befand.
984 kämpfte er bei den Auseinandersetzungen um die Nachfolge des Kaisers Otto II. in Lothringen auf der Seite Ottos III., geriet in die Gefangenschaft der Gegenseite in Person des westfränkischen Königs Lothar. Nach dessen Tod 986 gelang Siegfried die Flucht. Am 26. Oktober 997 wurde Siegfried letztmals als lebend erwähnt.

## Ehe und Nachkommen
Siegfried heiratete um 950/963 Hadwig (* um 935/945; † 13. Dezember nach 993), deren Herkunft unbekannt ist. Das Paar hatte elf bezeugte Kinder:
- Heinrich († 1026), Graf in den Ardennen, Vogt von St. Maximin, 1004–1009 und 1017–1026 Herzog von Bayern
- Siegfried, 985 bezeugt, vielleicht Stammvater der Grafen von Northeim (siehe dort) – noch strittige Filiation
- Giselbert († 1004), Graf im Moselgau
- Friedrich († 1019), Graf im Moselgau, Vogt Stablo und Malmedy, Graf im Hessengau[14]
- Dietrich († 1047), Bischof von Metz
- Adalbero († nach 1037) Elekt von Trier
- Liutgard († nach 1005); ⚭ 980 Graf Arnulf von Holland († 993) (Gerulfinger)
- Kunigunde „die Heilige“ († 1033); ⚭ 1001 Heinrich II. der Heilige († 1024), Herzog von Bayern, 1002 deutscher König, 1014 Kaiser (Liudolfinger)
- Eva († 1040); ⚭ Gerhard III. Graf von Metz († 1024/25) (Matfriede)
- Ermentrude, Äbtissin
- Tochter ⚭ Graf Thietmar